# Carlo Zecchi

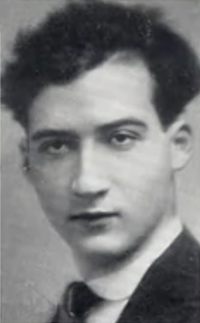
Arcképe 1925-ből

Carlo Zecchi (Róma, 1903. július 8. – Salzburg, 1984. augusztus 31.) olasz karmester és zongoraművész.

## Életpályája
Rómában és Berlinben Ferruccio Busoninál és Artur Schnabelnál folytatott zongoratanulmányai után 1920-ban zongoraművészként mutatkozott be. 1938 és 1941 között Svájcban karmesterré képezte magát. Mind zongoraművészként, mind karmesterként gyakran fellépett. Magyarországon rendszeresen szerepelt, utoljára 1983-ban. Enrico Mainardi gordonkaművész partnere volt a kamarazenében. A római Santa Cecilia akadémia és a salzburgi Mozarteum nyári zongoraművész mesteriskolájának vezetője volt.